# AES42

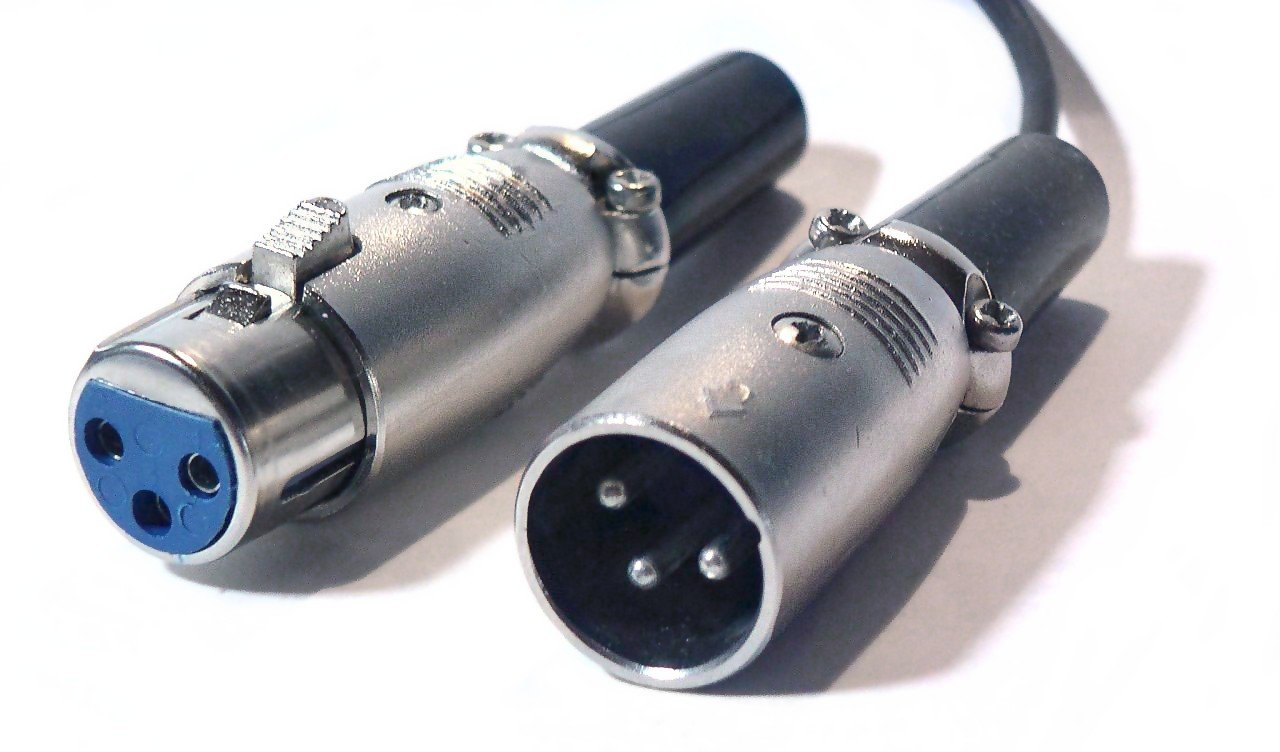
XLR-Stecker

AES42 bezeichnet in der Tontechnik eine Norm für eine digitale Audio-Schnittstelle für Mikrofone. AES42 baut auf dem Digitalstandard AES3 (umgangssprachlich AES/EBU) der Audio Engineering Society / European Broadcasting Union auf.
Ein AES42-Mikrofon wandelt den Schall direkt in einen digitalen PCM-Bitstrom. Die Auflösung beträgt dabei bis zu 24 bit/192 kHz. Die Verarbeitungskette Impedanzwandler – Mikrofonvorverstärker – A/D-Wandler ist im Mikrofongehäuse integriert. Die Klangcharakteristik des Mikrofons wird durch keinen externen Vorverstärker beeinflusst und ist daher immer gleich.
Der Anschluss erfolgt durch einen XLR-Stecker, die Energieversorgung der Elektronik über Phantomspeisung (Digital Phantom Power (DPP), 10 V, max. 250 mA).
Durch Modulation der Phantomspannung um 2 V können solche Mikrofone fernbedient werden, etwa um Trittschallfilter oder Richtcharakteristik einzustellen.
Diese Schnittstelle kann in der Praxis Vorteile haben, etwa durch die kompakte Integration im mobilen Bereich, wegen der Fernbedienbarkeit in großen Studiosälen und wegen der immer gleichen klanglichen Charakteristik aufgrund der komplett integrierten Signalverarbeitungskette.
Auch bei langen Kabelwegen können sich Kapazitäten oder elektromagnetische Einstreuungen nicht direkt auf das hörbare Mikrofonsignal auswirken.
Allerdings kann auch die digitale Signalübertragung bei langen und minderwertigen Kabeln zu einer Signalverstümmelung führen:
Kann der Empfänger den Bitstrom auch mithilfe der Prüfsumme nicht mehr zu 100 % rekonstruieren, kommt es zur Signalverschlechterung. Sie äußert sich durch Verlust an Amplituden-Auflösung (Dynamik) und zeitlicher Desynchronisation (Glitch). Das Signal klingt dann gegebenenfalls rau und ist durch Knackser unterbrochen. Abhilfe schaffen in diesem Fall höherwertige Kabel, die für die digitale Übertragung spezifiziert (Wellenwiderstand von 110 Ohm) sind sowie die Vermeidung von Adaptern und Verlängerungen im digitalen Signalweg.